# Ángel Avilés (futbolista)
Ángel Vicente Avilés Bolaños (La Perla, Callao, Perú, 5 de abril de 1947 - Lima, Perú, 14 de diciembre de 1975) fue un futbolista peruano. Se desempeñaba en la posición de centrodelantero.

## Trayectoria
Ángel Avilés comenzó su carrera profesional en 1967 con el Defensor Arica, un año antes había sido promovido al primer equipo pero no llegando a debutar. En 1971 pasó al Juan Aurich, entrenado por Juan Joya y dos años después fue transferido al Colegio Nacional de Iquitos, para ser parte de un plantel histórico que disputó por primera vez la Primera División. Tras no renovar contrato, al año siguiente se marcha al Deportivo Junín. Falleció por causa de un ataque al corazón durante un encuentro disputado entre el Deportivo Junín y el Atlético Chalaco por la sexta jornada de la temporada 1975 del Campeonato Descentralizado.
Su muerte sorprendió a todos, ya que venía jugando de manera regular, incluso formó parte del equipo de la semana en diversas fechas, estaba en el pico más alto de su carrera y tan solo dos semanas antes le había anotado su último gol a Sport Boys en Huancayo. Aun así, ya era conocida la dolencia que afectaba su corazón, ya que cuatro años antes tuvo que dejar una selección pre-olímpica a cargo del húngaro Lajos Baroti al detectarle una afección coronaria.
Esa misma semana fue sepultado en el cementerio municipal de Surquillo, y a fin de mes se completó lo que faltaba de aquel partido que acabó con triunfo por 4-0 del ‘León Porteño’ en dedicación a él. Su muerte fue un indicador de la necesidad de un desfibrilador en el campo deportivo, pero no sería hasta el 2013 tras la muerte de otro jugador en igual circunstancia, que se hizo obligatorio.

## Clubes
| Club                        | País | Año         |
| --------------------------- | ---- | ----------- |
| Defensor Arica              | Perú | 1966 - 1970 |
| Juan Aurich                 | Perú | 1971 - 1972 |
| Colegio Nacional de Iquitos | Perú | 1973        |
| Deportivo Junín             | Perú | 1974 - 1975 |